# دستیار اردو
دستیار اردو (انگلیسی: Aide-de-camp)، دستیار شخصی یا منشی به شخص بلند مرتبه با درجه نظامی است، معمولاً به دستیار افسر (نیروهای مسلح) ارشد، افسر پلیس یا مسئول، یا عضو یک خانواده سلطنتی یا رئیس کشور گفته می‌شود. یک دستیار ممکن است در مراسم شرکت کند، و دستیار اول معمولاً مهم‌ترین دستیار شخصی است. این را نباید با یک آجودان که مدیر ارشد یک واحد نظامی است، اشتباه گرفت.
نشان مخصوص یک دستیار معمولاً نشان «آیگویلت» است، یک طناب بافته شده به رنگ طلایی یا رنگ‌های دیگر که روی شانه یونیفرم پوشیده می‌شود. اینکه آیا روی شانه چپ یا راست پوشیده شود، طبق پروتکل تعیین می‌شود.